# Scopula roezaria
Scopula roezaria là một loài bướm đêm trong họ Geometridae.